# آفتاب‌پرست دشتی گل‌ریز
آفتاب‌پرست دشتی گل‌ریز (نام علمی: Heliotropium samoliflorum subsp.breviflorum) نام یک گونه از سردهٔ آفتاب‌پرست است. سردهٔ آفتاب‌پرست در ایران ۴۷ گونهٔ علفی یک ساله و چند ساله دارد که در سراسر ایران پراکنده‌اند. آفتاب‌پرست دشتی گل‌ریز یکی از ۴۷ گونهٔ موجود در ایران است.